# Encuentro Progresista-Frente Amplio
L'Encuentro Progresista-Frente Amplio (EP-FA, ou Convergence progressiste-Front large) était une coalition électorale en Uruguay formée pour les élections générales de 1994, entre le Front large et d'autres partis de gauche (en particulier Courant 78 et le Parti démocrate chrétien).
Tous les membres de l'EP-FA ont aujourd'hui intégré pleinement le Front large. Pour les élections générales de 2004, ils ont formé avec le Nouvel Espace une alliance plus large, l'Encuentro Progresista-Frente Amplio-Nueva Mayoría, qui a obtenu 50,7 % des voix lors de l'élection présidentielle, gagnée par Tabaré Vázquez, à la suite de quoi tous les partis membres de l'alliance ont décidé d'intégrer la Convention du FA le 19 novembre 2005.